# Виромб (Мазовецьке воєводство)
Виромб (пол. Wyrąb) — село в Польщі, у гміні Соколів-Підляський Соколовського повіту Мазовецького воєводства.
Населення — 98 осіб (2011).
У 1975-1998 роках село належало до Седлецького воєводства.

## Демографія
Демографічна структура станом на 31 березня 2011 року:
|          | Загалом | Допрацездатний вік | Працездатний вік | Постпрацездатний вік |
| -------- | ------- | ------------------ | ---------------- | -------------------- |
| Чоловіки | 52      | 9                  | 42               | 1                    |
| Жінки    | 46      | 6                  | 31               | 9                    |
| Разом    | 98      | 15                 | 73               | 10                   |